# Рудник
Рудник је место са кога се експлоатишу разне врсте руда. На таквим местима где је руда нагомилана од економске вредности, површинским откопавањем или подземним копањем вади се руда. Рудници се по начину ископавања деле на површинске и подземне. Материјали који се често ископавају су: бакар, никл, олово, боксит, цинк, нафта, со, сребро, угаљ, злато, гвожђе, магнезијум, манган, дијаманти, уранијум, титанијум итд.
На старосрпском, у доба Немањића, рудар се називао рупник (од рупа).